# Ilhéu das Rolas
Ilhéu das Rolas è una piccola isola dello Stato di São Tomé e Príncipe, in Africa. L'isola, posta poco più a sud di quella principale di São Tomé, giace sulla linea dell'equatore. Si trova nel distretto di Caué nella provincia di São Tomé.

## Storia

### Accertamento della posizione equatoriale
Gago Coutinho, un ufficiale della Marina Portoghese, navigatore e storico che guidò la missione geodetica a São Tomé tra il 1915 e il 1918. In seguito a tali osservazioni effettuate mediante triangolazioni, le prime misure e calcoli astronomici furono effettuati.
Tramite tali calcoli Coutinho riuscì a dimostrare che l'isola è effettivamente attraversata dall'equatore. La mappa risultante, assieme ad un rapporto sulla spedizione costituì la prima ispezione geodetica nelle colonie portoghesi.

## Monumenti e luoghi d'interesse
Sull'isola si trova un monumento che segna il passaggio della linea dell'equatore.

## Economia

### Turismo
L'isola è sede di un piccolo resort, che costituisce la principale attrazione turistica ed attività economica dell'isola, impiegando circa 200 persone che vi risiedono stagionalmente.

## Infrastrutture e trasporti
L'accesso all'isola è consentito unicamente tramite una nave di Porto Alegre che parte dall'estremità meridionale dell'isola di São Tomé.

## Galleria d'immagini

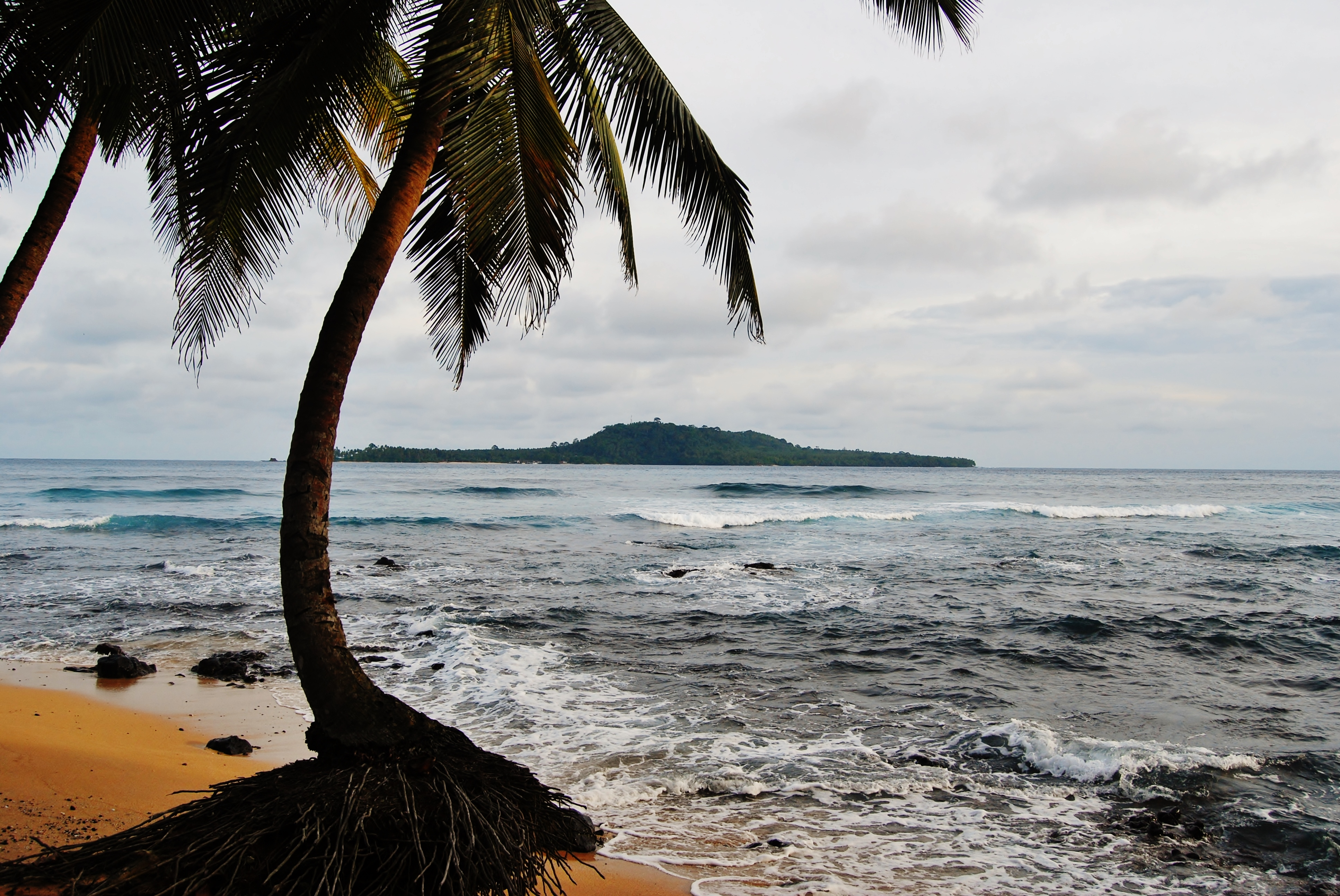
Ilhéu das Rolas vista dall'isola di São Tomé
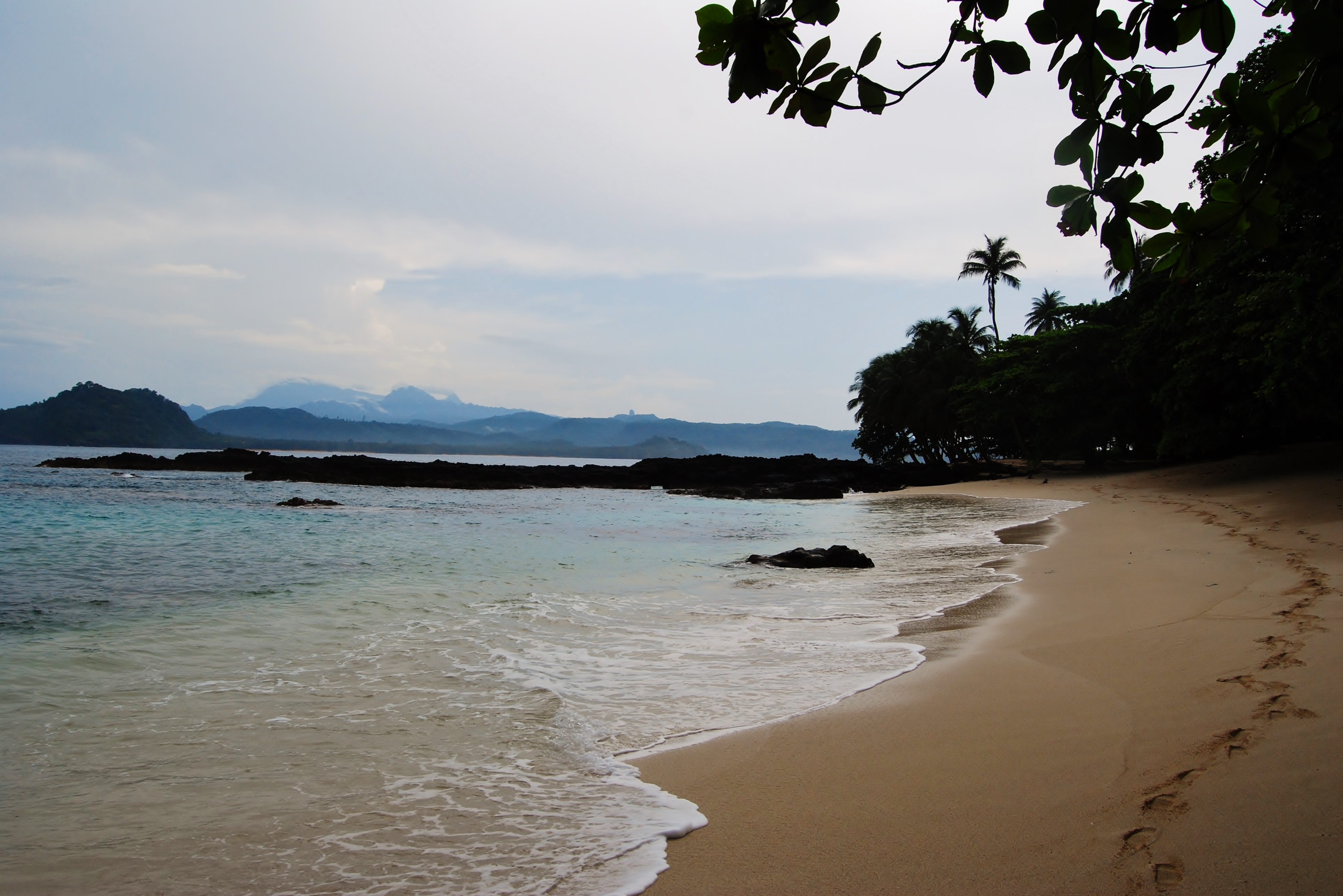
Ilhéu das Rolas - spiaggia
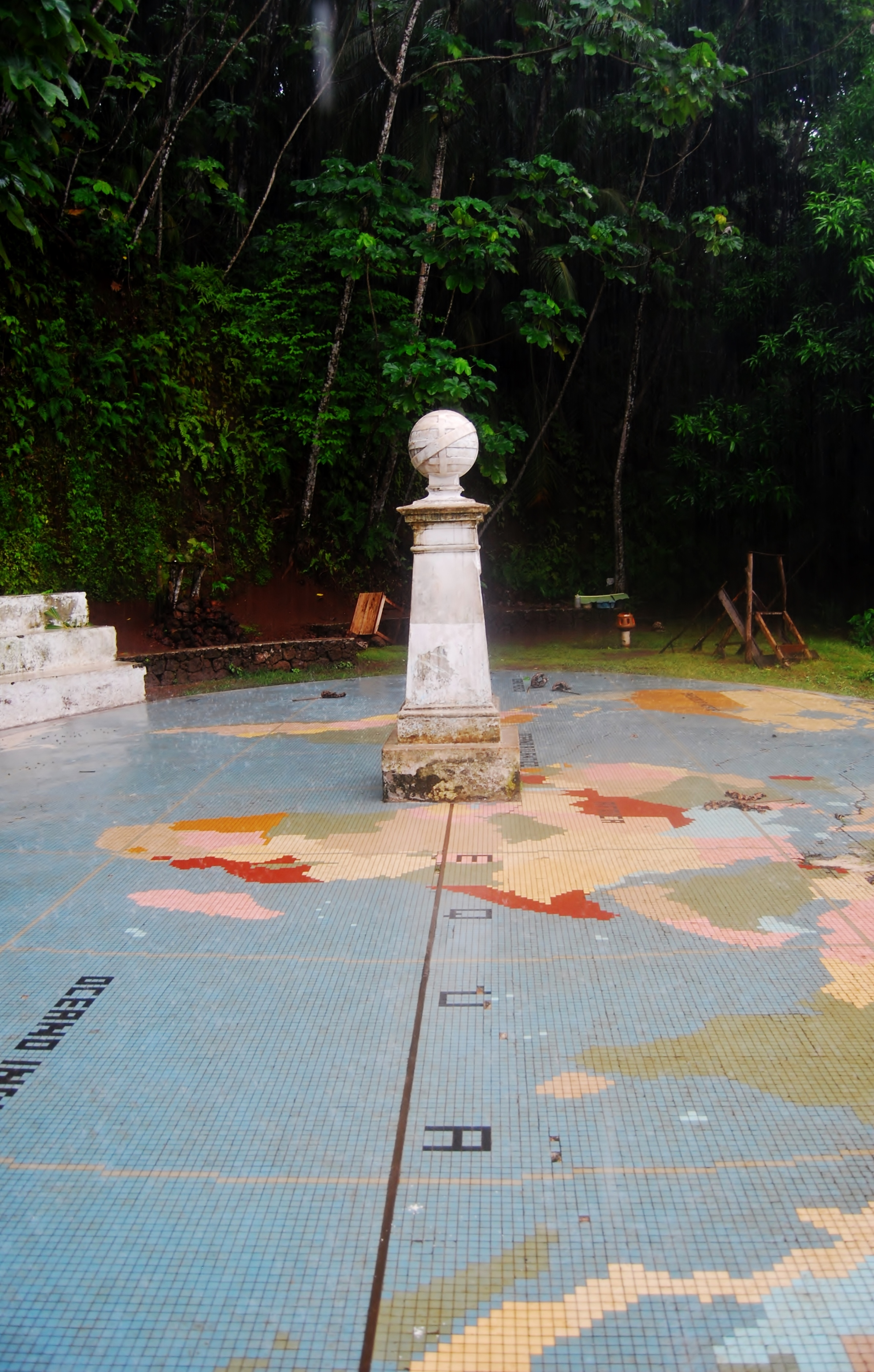
Ilhéu das Rolas - Linea dell' Equatore